# کیمسا چوتا
کیمسا چوتا (به اسپانیایی: Kimsa Chuta) یک کوه در پرو است که در پرو واقع شده‌است. کیمسا چوتا ۵٬۰۵۰ متر بالاتر از سطح دریا واقع شده‌است.